# Claude-Oliver Rudolph
Claude-Oliver Rudolph, né le 30 novembre 1956 à Francfort, est un acteur, producteur, scénariste et réalisateur allemand.

## Biographie
De mère française, il a été élevé entre les mines de la Ruhr. Son père a vendu des fourrures. Jusqu'à l’âge de la scolarisation, Claude Olivier Rudolph vivait avec sa grand-mère en France, elle possédait notamment une maison en Champagne.

### Carrière
Au lycée am Ostring de Bochum, il rencontre Herbert Grönemeyer et démarre avec lui sa carrière d’acteur au Schauspielhaus de Bochum. Dès l'âge de 15 ans, il rencontre le metteur en scène Werner Schroeter qui découvre ses talents et dès l'âge de 18 ans, Claude-Oliver Rudolph joue sous la direction de Peter Zadek à Bochum et à Berlin.
Diplômé du secondaire, il étudie la philosophie, la psychologie et la philologie romane à l' Université de la Ruhr à Bochum. Il étudie le cinéma et la réalisation à l’Université Louis et Maximilien de Munich.
Claude-Oliver Rudolph se fait connaître du grand public dans le film James Bond Le Monde ne suffit pas aux côtés de Pierce Brosnan ,.
Le public germanophone le connaissait déjà bien entre autres grâce au film Das Boot et à la série Rote Erde.
La presse allemande l'appelle « le meilleur méchant du monde » (Der beste Bösewicht der Welt), 
En 1984, Claude Olivier Rudolph se marie avec l'actrice Sabine von Maydell. Depuis 2004, le couple est séparé mais divorcé depuis 2014 .
Claude-Oliver Rudolph vit en France et au Luxembourg .
Il pratique la boxe et le judo .
Depuis 2016, il présente une émission culturelle sur la chaîne russe RT .
Le 1er décembre 2020 il apparaît dans le live du groupe de techno allemand U96 (qui avait repris le thème du film Das Boot), il chante les paroles du nouveau morceau qui est dans l'univers du capitaine Némo.

## Filmographie (sélection)

### Films
- 1979: Palermo de Werner Schroeter
- 1981: Das Boot de Wolfgang Petersen: Ario
- 1981: Operation Leo de Hans Hederberg: Willy
- 1985: Alpha City d’Eckhart Schmidt: Frank
- 1986: Die Reise de Markus Imhoof : Schröder
- 1988: Journal d’une paysanne: de Joseph Vilsmaier: Le kreisleiter
- 1999: James Bond 007 : Le monde ne suffit pas de Michael Apted: Le colonel Akakievich
- 2003: Le club des chômeurs d’Andy Bausch: Un touriste allemand
- 2009: Cargo d’Ivan Engler: Igor Prokoff

### Séries télévisées
- 1980: Tatort: Herzjagd: Wolfgang Thielen

- 1983 -1990: Rote Erde (de) (10 épisodes): Bruno Kruska
- 1985: Un cas pour deux: Otages (Fluchtgeld): Ewald Kurr
- 1985: Châteauvallon (25 épisodes): Bernard Kovalic
- 1986: Le Renard: Mort d’un gigolo (Gigolo ist tot): Bertie
- 1987: Le Renard: Mort d’un pirate (Tod eines Piraten): Fritz Wieland
- 1988: Derrick: L'oiseau volant (Fliegender Vogel): Horst Wilke
- 1989: Derrick: Le second meurtre (Der zweite Mord): Hans Seelmann
- 1989: Derrick: Les chemins de la vie (Die Kälte des Lebens): Rossner
- 1989-1990: Laura und Luis (6 épisodes): Cuozzo
- 1990: Derrick: Alina Malikova (Der Einzelgänger): Bollmann
- 1991: Derrick: Le cercle infernal (Verlorene Würde): Lubich
- 1992: Derrick: N'est pas tueur qui veut (Ein seltsamer Ehrenmann): Krowacs
- 1992: Euroflic : Doppelleben: Simmerath
- 1992: Un cas pour deux: Mort suspecte (Feiglinge töten nicht): Alain Pailleur
- 1992: Un cas pour deux: Corruption (Käufliche Herren): Gabriel Martinez
- 1993: Le Renard: Renvoyez l’ascenseur (Die 13. Gesellschaft)
- 1994: Tatort: Singvogel: Hergeth
- 1996: Der Schattenmann (5 épisodes): Gonzo
- 1998: Tatort: Bienzle und der Champion: Rico
- 2002: Brigade du crime (SOKO Leipzig): De vrais pros (Echte Profis): Thorsten Behrens
- 2007: Un cas pour deux: Le prix du chantage (Schmutzige Hände): Gerhard Pohl
- 2009-2019: Soko Stuttgart (10 épisodes): Klaus Bühler
- 2012: Brigade du crime (SOKO Leipzig): Fightclub: Axel Wallner
- 2012: Le Renard: Jusqu’au bout (Bis zum Äußersten): Thomas Ottinger
- 2013: Un cas pour deux : La conclusion (Letzte Worte): Rogowsky
- 2013: Tatort: Eine Handvoll Paradies: Rudiger Sutor
- 2013: Le Renard: Du sang sur l’asphalte (Blutiger Asphalt): Mike Stammer